# Brooklyn Football Club (féminines)
Le Brooklyn FC est une franchise de soccer américaine basée à Brooklyn. Son équipe féminine évolue en USL Super League.

## Histoire
En juin 2023, la USL Super League, un championnat féminin de soccer de première division qui se lance en 2024-2025, annonce la création d'une franchise à Brooklyn. Le club s'établit au Maimonides Park à Coney Island.
La première signature du Brooklyn FC est celle de la gardienne internationale portoricaine Sydney Martinez. Le club recrute également l'internationale américaine Taylor Smith en provenance du Gotham, la franchise de NWSL voisine.